# Оксистеролы
Оксистеролы (от холестерин, -ол) — биоактивные соединения, производные стероидов, подвергшиеся окислению. В основе строения оксистеролов — холестерин.
В организме млекопитающих эндогенные оксистеролы (22(R)-, 24(S)- , 27-гидроксихолестеролы, 24(S)-, 25-эпоксихолестеролы, производные холестеноевой кислоты) являются промежуточными продуктами в синтезе стероидов и желчных кислот. Участвуют в многочисленных звеньях метаболизма клеток.
Регуляция биохимических функций оксистеролов опосредуется системой ядерных LXR-рецепторов (Liver X receptor), обнаруженных впервые в печени. Ген LXRα-цептора находится в хромосоме 11 (11p11.2) и ген LXRβ — на 19 (19q13.3).

## Роль в атерогенезе
Оксистеролы играют ключевую роль в патогенезе атеросклероза.
Аутоокисление холестерина возможно в процессе транспорта, в ЛПНП, при этом образуется преимущественно 7-кетохолестерол (перекисное окисление липидов). Основной причиной окислительной резистентности ЛПНП считают токоферолы. Непосредственно в атеросклеротическом очаге возможна патохимическая трансформация холестерина в 25-гидроксихолестерин и 27-гидроксихолестерин. Десиалированные и гликозилированные формы ЛПНП подвержены окислению в большей степени.

## Потребление оксистеролов с пищей
Для человека представляет большую опасность потребление экзогенных (нетипичных) оксистеролов.
Наиболее значимые соединения, образующиеся при модификации холестерола в присутствии кислорода: 7-кетохолестерол, 7α-, 7β-гидроксихолестеролы, 5α-, 6α-, 5β-, 6β-эпоксихолестеролы. Образуются в том числе при промышленной жарке, термосушке, других видах термообработки продуктов богатых холестерином в воздушной среде (например, в производстве сухого цельного молока), в быту — при неправильном использовании животных жиров (жарка на сливочном масле, дефекты хранения богатых холестерином продуктов). К алиментарным источникам оксистеролов относят яичные желтки, замороженные мясопродукты, жирные молочные продукты, некоторые виды замороженной рыбы (треска, сельдь).

## Роль в клинике
Нестероидные агонисты оксистерол-рецепторов (в экспериментах: гипохоламид, T0901317, GW3965) являются перспективными препаратами в терапии атеросклероза и некоторых других, связанных видов патологии.